# Stadion Miejski (Bielsko-Biała)
Das Stadion Miejski (deutsch Städtisches Stadion) ist ein Fußballstadion in der polnischen Stadt Bielsko-Biała. Es bot bis zum Umbau Platz für 6.962 Zuschauer und dient den Fußballvereinen Podbeskidzie Bielsko-Biała und dem BKS Stal Bielsko-Biała als Heimstätte. Seit dem Umbau bieten sich im Stadion 14.963 Sitzplätze.

## Geschichte
Das Stadion Miejski in Bielsko-Biała, einer Stadt mit zirka 170.000 Einwohnern in der Woiwodschaft Schlesien im Süden Polens, wurde im Jahre 1927 erbaut und wenig später eröffnet. Seit der Fertigstellung der Sportstätte trägt hier der Fußballverein Podbeskidzie Bielsko-Biała seine Heimspiele aus. Podbeskidzie Bielsko-Biała wurde 1907 gegründet, trat aber in seiner weiteren Entwicklung nie groß in den oberen Gefilden des polnischen Fußballs in Erscheinung. Erst 2011 gelang als Zweiter der 1. Liga einzig hinter ŁKS Łódź der erstmalige Aufstieg in die Ekstraklasa, die höchste Spielklasse im polnischen Vereinsfußball. Als Aufsteiger gelang mit Rang zwölf überraschend souverän der Klassenerhalt, den Podbeskidzie Bielsko-Biała auch in der zweiten Erstligasaison erreichen konnte. Somit ist das Stadion Miejski auch gegenwärtig noch Schauplatz von Spielen der ersten polnischen Liga.
Im Jahr 1978 fanden im Stadion Miejski zwei Spiele des UEFA-Juniorenturniers (ab 1981: U-18-Fußball-Europameisterschaft) statt, bei der sich die Sowjetunion den Titel sichern konnte, nachdem im Endspiel in Krakau die Nationalelf von Jugoslawien mit 3:0 besiegt werden konnte. Gastgeber Polen landete am Ende auf Platz drei. Das Stadion Miejski in Bielsko-Biała diente dabei als Austragungsort von zwei Gruppenspielen, die K.O.-Partien fanden allesamt im Wisła-Stadion in Krakau statt.
Auf dem Grund des alten Stadions wurde bis 2015 eine neue Fußballarena, nach den Plänen von ATJ Architekci aus dem Jahr 2008, gebaut. 2011 wurde die Baugenehmigung erteilt. Gegen die Baupläne regte sich Widerstand durch die Anwohner, die verstärken Verkehr und Lärm an Spieltagen fürchteten. Durch kleine Änderungen der Pläne wurden diese Befürchtungen ausgeräumt. Die Ausschreibung von 2011 musste wiederholt werden. Wie schon 2011 wurde das Angebot der BPBP mit Kosten von 81,8 Millionen Złoty (rund 20 Mio. Euro) ausgewählt. Im August 2012 konnten endgültig die Bauarbeiten beginnen. Zunächst wurden die Ränge hinter den Toren im Norden und Süden errichtet, danach folgte die Westtribüne. Im Februar 2015 konnte die Osttribüne eingeweiht werden. Damit war der Tribünenbau abgeschlossen. Die Kosten sind bis zum Januar 2015 auf 135 Mio. Złoty (rund 32,6 Mio. Euro) gestiegen.